# Cazzi Opeia

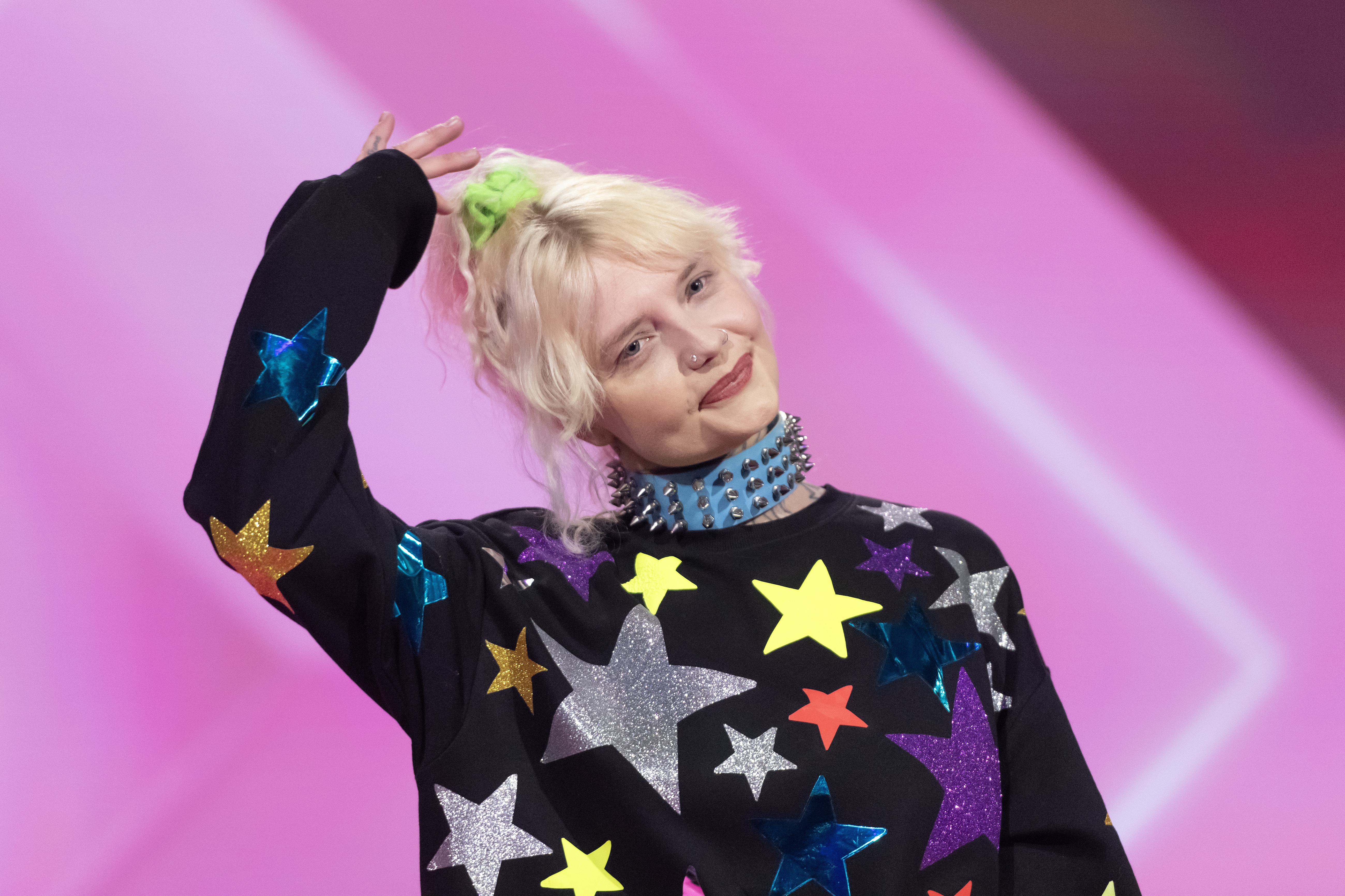
Cazzi Opeia, 2024

Moa Anna Maria Carlebecker (* 10. November 1988 in Eksjö), auch Moa Carlebecker Forsell, ist eine schwedische Sängerin, Songwriterin und DJ. Sie tritt unter dem Künstlernamen Cazzi Opeia auf. Als Songwriterin tritt sie vor allem im K-Pop-Bereich und im Zusammenhang mit dem Eurovision Song Contest in Erscheinung.

## Leben
Carlebecker kam als Tochter eines Musiklehrers und einer Schlagzeugerin zur Welt und wuchs in Eksjö und Växjö auf. Ihr Onkel ist der Schauspieler Johannes Brost. In ihrer Jugend reiste sie viel, da ihr Stiefvater, der Sportschütze Ragnar Skanåker, häufig zu Wettbewerben fuhr. Im Jahr 2009 wirkte sie an der bei TV4 ausgestrahlten schwedischen Castingshow Idol mit, wo sie nicht das Finale erreichte. Bei der Show trat sie unter dem Namen Moa Carlebecker-Forsell auf. Anschließend erhielt sie einen Vertrag beim Musiklabel Macho records und sie wählte ihren Künstlernamen Cazzi Opeia. Den vom Sternbild Kassiopeia inspirierten Namen hatte sie bereits zuvor als Nickname verwendet. Als ihre erste Single wurde I Belong to You veröffentlicht. Der DJ Tiësto gab einen Remix des Liedes heraus. Eine Zeit lang war Carlebecker Teil der DJ-Gruppierung Female DJ Revolution, mit der sie in verschiedenen europäischen Ländern auftrat.
Nach einiger Zeit begann sie neben ihrer Karriere als Solokünstlerin auch als Songwriterin zu arbeiten. Sie wurde für das unter anderem mit Musikstudios in Stockholm vertretene K-Pop-Label Ekko Music tätig. Gemeinsam mit der ebenfalls schwedischen Songwriterin Ellen Berg bildete sie das Songwriting-Duo Sunshine. Carlebecker schrieb an Singles für die südkoreanischen Bands Twice, Red Velvet, BTS und Tomorrow X Together mit. Zu einem ihrer ersten größeren Erfolge zählte das von Red Velvet interpretierte Lied Peek-A-boo. Des Weiteren war Carlebecker unter anderem an den Liedern Psycho von Red Velvet und We Are Bulletproof: The Eternal von BTS beteiligt. Im November 2021 wurde ihr der Musikförläggarnas Pris in der Kategorie für internationale Erfolge zuerkannt. Als Teil des Songwriting-Duos Sunshine erhielt sie im Jahr 2021 zudem von der schwedischen Regierung eine ehrenvolle Erwähnung aufgrund des Einsatzes für die Internationalisierung der schwedischen Musik.
Ende 2021 wurde Carlebecker als Teilnehmerin am Melodifestivalen 2022, dem schwedischen Vorentscheid für den Eurovision Song Contest, vorgestellt. Sie qualifizierte sich mit ihrem Lied I Can’t Get Enough im dritten Teilwettbewerb für das Semifinale und von dort für das Finale des Wettbewerbs, wo sie den neunten Platz belegte. Carlebecker war als Songwriterin am Lied Wonderland beteiligt, mit dem die US-amerikanische Sängerin AleXa für den Bundesstaat Oklahoma den American Song Contest gewinnen konnte. Carlebecker wirkte auch als Songwriterin am Song Tattoo mit, mit dem die Sängerin Loreen zunächst das Melodifestivalen 2023 und schließlich für Schweden beim Eurovision Song Contest 2023 gewann. Im Dezember 2023 wurde sie mit dem Lied Give My Heart a Break als Teilnehmerin am Melodifestivalen 2024 vorgestellt. Zudem schrieb sie an einem weiteren Lied mit, dem von Jacqline vorgetragenen Lied Effortless. Sowohl sie als auch Jacqline konnten sich im dritten Semifinale für das Finale qualifizieren. Im Finale erreichte Carlebecker mit ihrem Beitrag Give My Heart a Break den vierten Platz.

## Auszeichnungen
- 2021: Musikförläggarnas Pris (Kategorie „internationaler Erfolg des Jahres“)[16]

## Diskografie

### Als Solokünstlerin
| Jahr | Titel                   | Höchstplatzierung, Gesamtwochen, AuszeichnungChartsChartplatzierungen (Jahr, Titel, Platzierungen, Wochen, Auszeichnungen, Anmerkungen) | Anmerkungen                                                              |
| Jahr | Titel                   | SE | Anmerkungen                                                              |
| ---- | ----------------------- | --- | ------------------------------------------------------------------------ |
| 2022 | I Can’t Get Enough –    | SE5 Platin · (13 Wo.)SE | Erstveröffentlichung: 19. Februar 2022 Beitrag zum Melodifestivalen 2022 |
| 2024 | Give My Heart a Break – | SE7 (10 Wo.)SE | Erstveröffentlichung: 2. März 2024 Beitrag zum Melodifestivalen 2024     |

Weitere Singles
- 2010: I Belong to You
- 2011: Oxygen
- 2011: My Heart in 2
- 2013: With You
- 2015: Here We Go Again
- 2016: Here She Comes
- 2017: Batman & Robin
- 2017: Wild Ones
- 2018: Rich
- 2022: You’re My Sunshine
- 2023: Taste of Heaven

### Als Songwriterin (Auswahl)
- 2017: 24/7, Twice
- 2017: Peek-A-Boo, Red Velvet
- 2018: Blue Lemonade, Red Velvet
- 2018: Dance the Night Away, Twice
- 2019: Psycho, Red Velvet
- 2019: Icy, Itzy
- 2019: Goblin, Sulli
- 2020: We Are Bulletproof: The Eternal, BTS
- 2020: Mago, GFriend
- 2021: Fever, Enhypen